# Agoura Hills
Agoura Hills is een stad in de staat Californië in de Verenigde Staten van Amerika, en valt bestuurlijk gezien onder Los Angeles County.

## Demografie
Bij de volkstelling in 2000 werd het aantal inwoners vastgesteld op 20.537.
In 2006 is het aantal inwoners door het United States Census Bureau geschat op 22.666, een stijging van 2129 (10.4%).

## Geografie
Volgens het United States Census Bureau beslaat de plaats een oppervlakte van
21,3 km², waarvan 21,2 km² land en 0,1 km² water.

## Plaatsen in de nabije omgeving
De onderstaande figuur toont nabijgelegen plaatsen in een straal van 16 km rond Agoura Hills.